# Носильщик (фильм)
«Носильщик» (хинди कुली; англ. Coolie; урду قُلى‎) — индийский комедийный боевик 1983 года, снятый режиссёром Манмоханом Десаи по сценарию Кадера Кхана. В фильме Амитабх Баччан играет Икбала Аслама Хана, железнодорожного носильщика, который был разлучен со своей матерью Сальмой (Вахида Рехман) из-за одержимости ею Зафара (Кадер Хан). Эта одержимость приводит к разрушению её семьи и её психическому расстройству. Спустя годы судьба объединяет её сыновей, Икбала и Санни (Риши Капур), и они отправляются спасать Сальму из плена Зафара. В фильме также снимались Рати Агнихотри, Шома Ананд, Суреш Оберой и Пунит Иссар.
Фильм вышел в прокат 2 декабря 1983 года и стал самым кассовым болливудским фильмом года. Валовой доход составил 180 млн рупий.
Фильм также печально известен сценой драки Баччана с коллегой по фильму Пунитом Иссаром, во время которой актёр получил почти тяжелую травму из-за неправильно рассчитанного прыжка. В оригинальном сценарии герой Баччана умирал после того, как в него выстрелил персонаж Кадера Хана. Но позже, после случая с травмой и выздоровлением, Десаи подумал, что это окажет негативное влияние на фильм, а также вызовет плохое настроение у зрителей, и решил изменить концовку. В изменённой концовке герой восстанавливается после операции.
По словам киноведа Раджеша Субраманиана Манмохан Десаи, большой поклонник Ришикеша Мукерджи, попросил его стать монтажером и смонтировать фильм.

## Сюжет
Сальма счастливо жила со своим мужем Асламом и сыном Икбалом, пока из тюрьмы не вышел Зафар Хан. Разгневанный тем, что женщина решилась выйти замуж в его отсутствие, он убивает её отца. Затем он отправляется на плотину, где работает муж Сальмы и устраивает диверсию, в результате которой Аслам разбивает голову и падает в воду без сознания. Когда окрестности затапливает, Сальма также получает ранение и теряет память. Зафар решает воспользоваться этим и выдает её за свою жену. Чтобы она не искала потерянного сына, он приносит ей младенца из ближайшего приюта.
Икбал возвращается в опустевший дом один, где его встречает друг семьи Натту, потерявший во время бедствия жену и сына. Решив жить дальше как семья, оба устраиваются носильщиками на вокзал. Там Икбал встречает свою мать, но она не узнает его. Зафар посылает человека, чтобы избавиться от мальчишки, и, защищая мальчика, Натту теряет руку. 
Спустя годы повзрослевший Икбал всё также работает на вокзале. Он вмешивается, когда Вики Пури избивает одного из носильщиков за то, что тот уронил корзину с собакой, когда та его укусила. Поскольку Вики является сыном банкира Ома Пури, полиция арестовывает только Икбала. В ответ остальные носильщики перестают работать, а потом ложатся на рельсы, чтобы привлечь внимание министра. В итоге молодого человека отпускают.
Пытаясь заработать деньги, вернув домой сбежавшую девушку Дипу, Икбал сталкивается с репортёром Санни. Оказывается Санни и Дипа уже давно сговорились и делят деньги полученные от отца Дипы пополам. Икбал присоединяется к дуэту, но вскоре их план срывается, поскольку отец девушки вместо обещанной платы решает выдать её замуж за одного из нашедших.
Вскоре противостояние семьи Пури и носильщиков продолжается. Чтобы забрать себе землю, на которой стоят дома носильщиков, мистер Пури приобретает банк, через который они выплачивают ссуду и аннулирует все их платежи. В ответ носильщики срывают помолвку Вики с Джули, которая должна была принести ему большое приданное. Икбал, которому давно приглянулась девушка, забирает её к себе домой. Джули сначала злиться на парня, но затем постепенно влюбляется в него и отказывается выйти замуж за Вики.
Раскрыть махинации банка Пури помогает Санни. Оказывается он тот самый сирота, которого Сальма считает своим сыном. Увидев её портрет среди его вещей, Икбал бросается к нему домой, но мать по прежнему не узнает его. Люди Зафара, переодетые в полицейских, едва не доводят Икбала до смерти. Тем временем сам Зафар отвозит Сальму к психиатру, чтобы подвергнуть электрошоку, дабы память к ней никогда не вернулась. Санни угрожает опубликовать все преступления Зафара в газетах на следующий день, если он не вернет ему Сальму. Но тот подстраивает автомобильную аварию и репортёр попадает в больницу.
Отец Икбала Аслам оказывается жив. Все эти годы он провёл в тюрьме по обвинению в убийстве отца Джули. Когда он выходит на свободу, девушка собирается убить его на могиле отца. Однако её план срывается, и она узнает правду о том, что настоящие убийцы её отца — Зафар Хан и Ом Пури. Поняв, что Джули теперь настроена против них, злодеи решаются на последний шаг — убийство Икбала. Сальма, подслушавшая их разговор, в последний момент закрывает сына собой и оказывается на грани смерти. Чтобы помолиться за её спасение, Икбал собирается поехать в хадж, но его не пускают на корабль, поскольку у него нет справки о состоянии здоровья. Тогда он отдает свой билет другому паломнику, не узнав в нём своего отца Аслама.
Сальма идёт на поправку, но у Санни начинает отказывать печень из-за чрезмерного употребления алкоголя. Зафар отказывается помогать ему с операцией, и юноша узнает о том, что он на самом деле сирота из приюта. В отчаянье Санни начинает пить ещё больше, Икбал же пытается его образумить и отправить в больницу. Помогая ему, Натту по родимому пятну на ступне узнает в Санни своего потерянного сына и соглашается стать донором. 
Сальма приходит в себя и вспоминает свою семью. На публичных дебатах Зафар пытается заставить Икбала отступить, угрожая убить его отца. Но вмешивается Сальма и рассказывает всем об его злодеяниях. Семья воссоединяется. Пури пытается застрелить Аслама, но Натту закрывает его собой.  Злодеи садятся в машину и уезжают, забрав с собой Сальму. Чтобы остановить их, Икбал и Санни прыгают на крышу машины. Вики пытается их скинуть, и они с Санни падают вместе под проезжающий грузовик, но Санни в последнюю минуту успевает откатиться с дороги. Машина врезается в порог мечети Хаджи Али, и Зафар забегает туда вместе с Сальмой. Он несколько раз стреляет в грудь Икбалу, но того защищает святая реликвия, упавшая ему на грудь. Добравшись до Зафара, он скидывает его с минарета и падает на руки матери, обессилив от ран. Ему делают срочную операцию, а родители молятся о его выздоровлении. В последней сцене герой выходит на балкон больницы, чтобы показать всем собравшимся у здания носильщикам, что с ним всё в порядке.

## В ролях
- Амитабх Баччан — Икбал Хан
- Риши Капур — Санни Хан
- Кадер Хан — Зафар Хан
- Вахида Рехман — Сальма Хан
- Рати Агнихотри — Джули Д’Коста
- Шома Ананд — Дипа Айенгар
- Нилу Пхуле — Натху, приемный отец Икбала
- Амриш Пури — Джон Д’Коста, отец Джули
- Суреш Оберой — Вики Пури
- Ом Шивпури — Ом Пури
- Пунит Иссар — Боб
- Мукри — отец Дипы
- Тун Тун — мать семерых детей
- Гога Капур — Гога
- Сатьен Каппу — Аслам Хан
- Баллу (домашний орел) — Алла Ракха (имя означает защиту Бога)

## Производство
Сценарий был написан Кадером Ханом, который также сыграл антагониста фильма. Помимо того, что главный герой является мусульманином, Хан включил в сценарий элементы исламского суфийского мистицизма, включая различные суфийские мотивы и отсылки.
Перед началом съемок фильма Баччан попросил легендарного актёра кино на каннада Раджкумара сняться в эпизодической роли в фильме. Между Амитабхом и Раджкумаром существовало взаимное уважение, и они оба восхищались друг другом.

### Несчастный случай во время съемок
Фильм стал знаменитым ещё до своего выхода на экраны, когда 26 июля 1982 года Амитабх Баччан получил тяжелую травму кишечника во время съемок сцены драки с партнером по фильму Пунитом Иссаром в кампусе Бангалорского университета, что едва не стоило ему жизни.
В сцене драки Баччан должен был упасть на стол, но ошибся. Это привело к внутренней травме живота. Его доставили в больницу Мумбаи, где, по словам актёра, он впал в «состояние, похожее на затуманенное сознание и кому», и был «клинически мертв в течение нескольких минут».
Пока он находился в больнице, поступали сообщения о широкомасштабном трауре, и многие индийцы в стране и за рубежом возносили молитвы. По имеющимся данным, Раджив Ганди отменил поездку в Соединённые Штаты, чтобы быть с ним.
Баччан получил 60 бутылок крови от 200 доноров, один из которых был носителем вируса гепатита В. Баччан оправился от аварии, но в 2000 году обнаружил, что вирус привел к циррозу печени, который повредил около 75 % её объёма. Баччан позже рассказал о своем опыте, чтобы повысить осведомленность о вакцине против гепатита В.
Несмотря на тяжелую травму, Баччан быстро поправился и возобновил съемки 7 января 1983 года. В окончательном варианте фильма во время злополучной сцены действие фильма останавливалось, и появлялось сообщение, отмечающее сцену как ту, в которой он был ранен. Манмохан Десаи сделал это по желанию Амитабха.
Из-за травмы Баччана концовка фильма также была изменена. В оригинальном сценарии герой Амитабха умирал после того, как в него выстрелил персонаж Кадера Хана. Однако позже, после эпизода с травмой и восстановлением, Манмохан Десаи, посчитав, что такой конец плохо скажется на фильме, а также вызовет негативные эмоции у зрителей, решил изменить концовку. В изменённой концовке герой выздоравливает после операции.

## Саундтрек
Музыку написал Лакшмикант-Пьярелал, а слова написал Ананд Бакши. Шаббир Кумар, чей голос был похож на голос Мохаммеда Рафи, любимого певца Манмохана Десаи, был использован для озвучивания Амитабха Баччана.
| №                   | Название                             | Исполнители                            | Длительность |
| ------------------- | ------------------------------------ | -------------------------------------- | ------------ |
| 1.                  | «Mujhe Peene Ka Shauk Nahin»         | Шаббир Кумар, Алка Ягник               | 06:21        |
| 2.                  | «Jawani Ke Rail Kahin»               | Шаббир Кумар, Анурадха Паудвал         | 04:33        |
| 3.                  | «Lambuji Tinguji»                    | Шаббир Кумар, Шайлендра Сингх          | 06:03        |
| 4.                  | «Sari Duniya Ka Bojh Hum Uthate Hai» | Шаббир Кумар                           | 05:55        |
| 5.                  | «Hum ka Ishq Hua»                    | Шаббир Кумар, Аша Бхосле, Суреш Вадкар | 05:30        |
| 6.                  | «Accident Ho Gaya»                   | Шаббир Кумар, Аша Бхосле               | 06:13        |
| 7.                  | «Mubarak Ho Tumko Haj Ka Mahina»     | Шаббир Кумар                           | 06:37        |
| 8.                  | «Ye Gaye Woh Gaye»                   |                                        | 3.05         |
| Общая длительность: | Общая длительность:                  | Общая длительность:                    | 41:11        |